# Chorizagrotis
Chorizagrotis is een geslacht van vlinders van de familie van de Uilen (Noctuidae), uit de onderfamilie Noctuinae.

## Soorten
- C. auxiliaris Grote, 1873
- C. expugnata Corti, 1932
- C. flavogrisea Corti, 1932
- C. friedeli Pinker, 1980
- C. inconcinna Harvey, 1875
- C. lidia Stoll, 1782
- C. mansour Le Cerf, 1933
- C. scortea Schaus, 1898
- C. sorella Schaus, 1898
- C. terrealis Grote, 1882